# Eppingen
Eppingen  est une ville de Bade-Wurtemberg (Allemagne), située dans l'arrondissement de Heilbronn, dans la Région de Heilbronn-Franconie, dans le district de Stuttgart.

## Personnalités liées à la ville
- Johan Maurits Mohr (1716-1775), astronome né à Eppingen.
- Willy Schmelcher (1894-1974), général né à Eppingen.
- Max Sachsenheimer (1909-1973), général né à Mühlbach.

## Jumelages
La ville de Eppingen est jumelée avec :
- Wassy (France) depuis 1967 ;
- Epping (Essex) (Angleterre) depuis 1981 ;
- Szigetvár (Hongrie) depuis 1992.